# Pace di Fenice
La pace, o trattato, di Fenice fu il trattato che pose termine alla prima guerra macedonica, nel 205 a.C., nella città di Fenice.

## Antefatto
L'equilibrio politico tra la Macedonia di Filippo V e la Lega etolica era stato scosso dalla guerra tra Roma e Cartagine. Mentre il macedone cercava di migliorare la sua posizione, inviando una flotta con degli ambasciatori ad Annibale, che occupava una parte del territorio italiano, Roma cercava di confinarlo con le sue truppe nella zona orientale della provincia illirica.
Dopo due tentativi falliti di conquistare questa provincia via mare, tra il 214 e il 212 a.C., riuscì comunque a prendere il controllo del porto di Lissus e a far capitolare la provincia.
A questo punto del conflitto, Roma riuscì a convincere gli Etoli in un'alleanza contro Filippo, e la guerra proseguì per altri due anni, con vittorie minori da parte degli alleati, a cui si unirono alcune delle poleis greche. Quando però i romani si ritirarono, le forze di Filippo ricominciarono la loro avanzata, ribaltando le sorti del conflitto, che terminò con i macedoni che riguadagnavano le loro posizioni precedenti, convincendo i romani e gli etoli a firmare un trattato di pace.

## Il trattato
Il trattato riconosceva formalmente la posizione favorevole della Macedonia, concedendo i territori precedentemente appartenenti all'Illiria, ad esempio l'Atintania, ma in dipendenza del consenso del Senato romano.
Roma avrebbe mantenuto il controllo di Parthini, Dimallum, Bargulum ed Eugenium.